# Rhododendron surasianum
Rhododendron surasianum är en ljungväxtart som beskrevs av I. B. Balf och Craib. Rhododendron surasianum ingår i släktet rododendron, och familjen ljungväxter. Inga underarter finns listade i Catalogue of Life.